# Сокндал
Сокндал (норв. Sokndal) — коммуна в губернии Ругаланн в Норвегии. Административный центр коммуны — город Хёуге. Официальный язык коммуны — нейтральный. Население коммуны на 2016 год составляло 3313 человек. Площадь коммуны Сокндал — 295,16 км², код-идентификатор — 1111. На территории коммуны частично расположен геопарк Magma Geopark.

## История населения коммуны
Население коммуны за последние 60 лет.

Статистика коммуны Сокндал